# Hottentotta syrticus
Espèce
Synonymes
- Buthus syrticus Borelli, 1914

Hottentotta syrticus est une espèce de scorpions de la famille des Buthidae.

## Distribution
Cette espèce est endémique de Libye. Elle se rencontre vers Homs.

## Systématique et taxinomie
Cette espèce a été décrite sous le protonyme Buthus syrticus par Borelli en 1914. Elle est placée dans le genre Buthotus par El-Hennawy en 1992 puis dans le genre Hottentotta par Kovařík en 1998.

## Étymologie
Son nom d'espèce lui a été donné en référence au lieu de sa découverte, le golfe de Syrte.

## Publication originale
- Borelli, 1914 : « Contributo allo Studio della Fauna Libica. Materiali raccolti nelle zone di Misurata e Homs (1912–13) dal Dott. Alfredo Andreini, Capitano Medico. Scorpioni. » Annali del Museo Civico di Storia Naturale di Genova, sér. 3, vol. 6, no 46, p. 148–159 (texte intégral).